# Американская бурокрылая ржанка
Американская бурокрылая ржанка (лат. Pluvialis dominica) — вид птиц семейства ржанковых. Подвидов не выделяют. Гнездится в арктической тундре на севере Канады и Аляски. На зимовку мигрирует на юг Южной Америки.

## Описание
Американская бурокрылая ржанка — птица среднего размера, длиной  24—28 см, массой 122—194 г и размахом крыльев 65—72 см. У самцов немного длиннее крылья (длина крыла самцов варьирует от 182 до 189 мм, а длина крыла самок — от 169 до 186 мм). Самец и самка в брачном оперении окрашены сходно, только окраска самок немного бледнее. Передняя часть тела, уздечка, бока головы, зоб, грудь, брюхо, подхвостье чёрные. Чёрный цвет низа тела отделен на боках шеи и груди от пёстрого верха широкой белой полосой. Белая полоса на шее продолжается в белую надглазничную полосу и белый лоб. Белый лоб отделен от клюва неширокой чёрной полосой. Окраска верхней части чёрная с белыми и  золотисто-жёлтыми пятнами. Первостепенные и второстепенные маховые перья тёмно-бурые. Рулевые перья чёрные с золотисто-жёлтыми и белыми поперечными пятнами. Подкрылья и подмышечные перья дымчато-серые. Клюв чёрный. Радужная оболочка тёмно-бурая, ноги черновато-серые. Взрослые птицы в зимнем оперении значительно менее яркие. Верхняя часть тела серовато-бурая с бледными серовато-жёлтыми и беловатыми пестринами. Подбородок и верх горла белые. Над глазом сохраняется неясная белая полоса. Передняя часть тела, бока головы серые. Брюхо белое. Молодые птицы похожи на взрослых в зимнем оперении, но верхняя часть тела черновато-бурая с чёткими мелкими беловатыми или желтоватыми пестринами. Передняя часть тела сероватая с белыми и серыми пестринами.

## Распространение и миграции
Американские бурокрылые ржанки размножаются в арктической тундре на севере Канады и Аляски, а зимуют на юге Южной Америки. Весенняя миграция проходит по эллиптическому маршруту: птицы, направляющиеся на север, пролетают через Центральную Америку примерно в январе — апреле и собираются в большом количестве в таких местах, как Иллинойс, прежде чем окончательно двинуться на север. Осенью они выбирают более восточный маршрут, пролетая в основном над западной Атлантикой и Карибским морем к местам зимовки в Патагонии. У этих птиц один из самых протяженных известных миграционных маршрутов длиной более 40 000 км. Из них 3900 км приходится на открытый океан, где птицы не могут остановиться, чтобы покормиться или напиться. Подобный перелёт возможен за счёт жировых отложений, которыми птицы запасаются перед полетом. Это обычный залётный вид в Западной Европе.

## Размножение
Гнездо представляет собой небольшую выемку в почве, выстланную лишайниками, травой и листьями. В кладке от одного до четырёх яиц. Яйца кремового или белого цвета с коричневыми и чёрными пятнами, размером примерно 48 на 33 мм. Насиживание продолжается 22—30 дней, причём самец насиживает яйца днём, а самка ночью. Птенцы оперяются примерно через 22 дня.
Обычно за сезон бывает только один выводок. Если яйца будут потеряны из-за хищничества или по другим причинам в начале сезона размножения, то ржанки спариваются повторно. Если яйца будут потеряны позже в течение сезона, пара больше не будет размножаться.